# ジョセフ・ブレイク (第2代ウォールズコート男爵)
第2代ウォールズコート男爵ジョセフ・ヘンリー・ブレイク（英語: Joseph Henry Blake, 2nd Baron Wallscourt、1795年7月23日 – 1816年10月11日）は、アイルランド貴族。

## 生涯
イグナティアス・チャールズ・ブレイク（Ignatius Charles Blake、1773年頃 – 1797年8月6日、陸軍軍人、ジョセフ・ブレイクの息子）とヘレン・ケッシェル（Helen Cashell、ウィリアム・ケッシェルの娘）の息子として、1795年7月23日に生まれた。
1806年1月19日に父方の祖父が死去すると、ウォールズコート男爵位の特別残余権（special remainder）が発動され、ジョセフ・ヘンリー・ブレイクが祖父の男子相続人（heirs male）として爵位を継承した。
1816年10月11日に生涯未婚のままオールド・ブロンプトンで死去、叔父ヘンリー・ジェームズ（1811年没）の息子ジョセフ・ヘンリーが爵位を継承した。